# Joel Lamela
Joel Lamela, född den 29 januari 1971 i Neuvitas, Kuba, är en kubansk friidrottare inom kortdistanslöpning.
Han tog OS-brons på 4 x 100 meter stafett vid friidrottstävlingarna 1992 i Barcelona. 